# Nowy Świat (gmina Kawęczyn)
Nowy Świat – wieś w Polsce położona w województwie wielkopolskim, w powiecie tureckim, w gminie Kawęczyn.
W latach 1975–1998 miejscowość należała administracyjnie do województwa konińskiego.
Podczas II wojny światowej, w latach 1941–1942 wieś była częścią getta wiejskiego Czachulec.